# Congreso del Estado de Zacatecas
El Congreso del Estado Libre y Soberano de Zacatecas es el órgano depositario del poder legislativo del estado mexicano de Zacatecas. Es una asamblea unicameral conformada por treinta diputados, de los cuales dieciocho son electos por mayoría relativa y doce por representación proporcional.

## Historia
Con la proclamación de la Constitución Federal de 1857, se estableció el congreso constituyente del Estado de Zacatecas, que ese año proclamó la constitución del estado. El funcionamiento del congreso estuvo impedido por la Guerra de Reforma y la Segunda intervención francesa en México. En 1866, tras la restauración de la República, el Congreso del Estado de Zacatecas pudo establecer su primera legislatura. En 1869 el congreso aprobó una nueva constitución para el estado.

## Legislaturas
| Legislatura | Periodo   |
| ----------- | --------- |
| I           | 1866-1868 |
| II          | 1868-1870 |
| III         | 1870-1872 |
| IV          | 1872-1874 |
| V           | 1874-1876 |
| VI          | 1876-1878 |
| VII         | 1878-1880 |
| VIII        | 1880-1882 |
| IX          | 1882-1884 |
| X           | 1884-1886 |
| XI          | 1886-1888 |
| XII         | 1888-1890 |
| XIII        | 1890-1892 |
| XIV         | 1892-1894 |
| XV          | 1894-1896 |
| XVI         | 1896-1898 |
| XVII        | 1898-1900 |

| Legislatura | Periodo   |
| ----------- | --------- |
| XVIII       | 1900-1902 |
| XIX         | 1902-1904 |
| XX          | 1904-1906 |
| XXI         | 1906-1908 |
| XXII        | 1908-1910 |
| XXIII       | 1910-1912 |
| XXIV        | 1912-1914 |
| XXV         | 1917-1919 |
| XXVI        | 1919-1921 |
| XXVII       | 1921-1923 |
| XXVIII      | 1923-1925 |
| XXIX        | 1925-1927 |
| XXX         | 1927-1929 |
| XXXI        | 1929-1931 |
| XXXII       | 1931-1933 |
| XXXIII      | 1933-1935 |
| XXXIV       | 1935-1937 |

| Legislatura | Periodo   |
| ----------- | --------- |
| XXXV        | 1937-1939 |
| XXXVI       | 1939-1941 |
| XXXVII      | 1941-1943 |
| XXXVIII     | 1944-1947 |
| XXXIX       | 1947-1950 |
| XL          | 1950-1953 |
| XLI         | 1953-1956 |
| XLII        | 1956-1959 |
| XLIII       | 1959-1962 |
| XLIV        | 1962-1965 |
| XLV         | 1965-1968 |
| XLVI        | 1968-1971 |
| XLVII       | 1971-1974 |
| XLVIII      | 1974-1977 |
| XLIX        | 1977-1980 |
| L           | 1980-1983 |
| LI          | 1983-1986 |

| Legislatura | Periodo   |
| ----------- | --------- |
| LII         | 1986-1989 |
| LIII        | 1989-1992 |
| LIV         | 1992-1995 |
| LV          | 1995-1998 |
| LVI         | 1998-2001 |
| LVII        | 2001-2004 |
| LVIII       | 2004-2007 |
| LIX         | 2007-2010 |
| LX          | 2010-2013 |
| LXI         | 2013-2016 |
| LXII        | 2016-2018 |
| LXIII       | 2018-2021 |
| LXIV        | 2021-2024 |
| LXV         | 2024-2027 |